# Обними меня крепче
Обними меня крепче (исп. Abrázame muy fuerte, первоначальное название — Грех любви, или Смертный грех) — мексиканская теленовелла 2000 года киностудии Televisa, ремейк мексиканского телесериала Смертный грех 1960 года.

## Краткое содержание
Отец Кристины Альварес – богатый Севериано. Её любовь – обычный бедный парень Диего, который работает у её отца. Когда о их любви стало известно служанке Ракель, она тут же доложила об этом отцу, и Диего был изгнан, а девушка увезена в другое место. Неожиданная разлука не позволила даже попрощаться возлюбленным, и Диего так и не узнал, что Кристина ждет от него ребёнка. Когда родилась девочка, Севериано отдал её Ракель для того, чтобы она уехала с ней подальше. В жизни Кристины появляется Федерико, который обещает оказать помощь в поисках дочери, взамен на то, что она выйдет за него замуж.

## Создатели сериала

### Исполнители ролей
- Виктория Руффо…. Кристина Альварес Ривас де Риверо
- Арасели Арамбула…. Мария дель Кармен Кампусано
- Фернандо Колунга…. Доктор Карлос Мануэль Риверо
- Сесар Эвора…. Федерико Риверо
- Освальдо Риос…. Диего Эрнандес
- Наилия Норвинд…. Дебора Фалькон де Риверо
- Алисия Родригес…. Донья Консуэло Альварес Ривас
- Пабло Монтеро…. Хосе Мария Монтес
- Хоакин Кордеро † [1]…. Дон Севериано Альварес
- Росита Кинтана…. Эдувихес де ла Крус Ферейра
- Лилия Арагон…. Эфегения де ла Крус Ферейра
- Рене Муньос †…. Регино
- Россана Сан Хуан…. Ракела Кампусано
- Рене Касадос…. Франсиско Хосе Браво/Фернандо Хоакин Фалькон
- Тоньо Маури…. Падре Моисес (Священник)
- Элена Рохо…. Дамиана Гульен/Хулиана Гульен
- Тина Ромеро…. Хасинта Риверо
- Аурора Клавель…. Висента
- Мигель Корсега †…. Падре Игнасио (Священник)
- Марио Касильяс…. Марселино
- Эдуардо Норьега…. Панчо Монтес
- Алисия Монтойя †…. Гумерсинда Монтес
- Дачия Гонсалес…. Канделария Кампусано
- Тоньо Инфанте…. Эулохио Рохас
- Дачия Аркарас…. Хема
- Пако Ибаньес…. Хуанчо
- Эдуардо де ла Пенья…. Касимиро
- Росита Пелайо…. La Guerra
- Умберто Элисондо…. Берналь Ороско
- Лиса Вильерт †…. Клементина
- Рикардо Чавес…. Мотор Рамос
- Кармен Салинас…. Селия Рамос
- Эрнесто Алонсо †…. Падре Боско (Священник)
- Карлос Амадор…. Николас Морено
- Альберто Инсуа †…. Порфирио
- Педро Ромо…. Аполинар
- Альберто Чавес…. эпизод
- Патрисия Рамирес…. эпизод
- Рубен Сантана…. эпизод

### Административная группа
- Либретто:

оригинальный текст — Каридад Браво Адамс
либретто — Лилиана Абуд
телевизионная версия — Рене Муньос, Долорес Ортега
- Режиссура:

режиссёр-постановщик — Мигель Корсега
- Операторская работа:

операторы-постановщики — Алехандро Фрутос, Мануэль Анхель Барахас, Хесус Нахера Саро
- Музыка:

композитор — Хорхе Авенданьо
вокал — Хуан Габриэль, Пабло Монтеро, Арасели Арамбула
- Художественная часть:

художник-постановщик — Мария Тереса Ортис
костюмеры — Оливия Альва Пулидо, Ханет Вилья Гомес
- Администраторы:

менеджеры — Лаура Места, Мирко Рухеро Бермич
генеральный координатор — Федерико Аларкон
генеральный продюсер — Сальвадор Мехия Алехандре

## Награды

### TVyNovelas
Телесериал был номинирован 10 раз, из которых победу одержали 7 из них.
| Year | Ceremony   | Category                     | Nominee            | Result    |
| ---- | ---------- | ---------------------------- | ------------------ | --------- |
| 2001 | TVyNovelas | Лучшая теленовелла года      | Обними меня крепче | Победа    |
| 2001 | TVyNovelas | Лучшая актриса               | Арасели Арамбула   | Номинация |
| 2001 | TVyNovelas | Лучший актёр                 | Фернандо Колунга   | Победа    |
| 2001 | TVyNovelas | Лучшая злодейка              | Найлеа Норвинд     | Победа    |
| 2001 | TVyNovelas | Лучший злодей                | Сесар Эвора        | Победа    |
| 2001 | TVyNovelas | Лучшая актриса второго плана | Кармен Салинас     | Номинация |
| 2001 | TVyNovelas | Лучший актёр второго плана   | Пабло Монтеро      | Победа    |
| 2001 | TVyNovelas | Лучшая дебютантка            | Элена Рохо         | Победа    |
| 2001 | TVyNovelas | Лучший дебютант              | Хоакин Кордеро     | Победа    |
| 2001 | TVyNovelas | Лучшая песня                 | Хуан Габриэль      | Номинация |